# Будинок Боруджерді
Будинок Боруджерді — історичний будинок-музей, розташований у Кашані, Іран. Він збудований 1857 року архітектором Устадом Алі Мар'ям  для нареченої Боруджерді, багатого купця. Наречена походила із заможної родини Табатабаї, для якої архітектор кілька років тому побудував сусідній будинок Табатабаї.
Будинок Боруджерді складається з біруні («екстер'єр», громадська зона) та андаруні («інтер'єр», приватні приміщення), що є типовим для традиційної житлової архітектури Ірану. Також має внутрішній двір з басейном-фонтаном та двоповерховий айван (балкон). На будинку встановлено три 40-метрові бадгіри, два над головним холом і один над входом. Будинок прикрашений ліпниною, склом і дзеркалами, а також фресками видатного художника Камаль-ол-Молька.

## Галерея

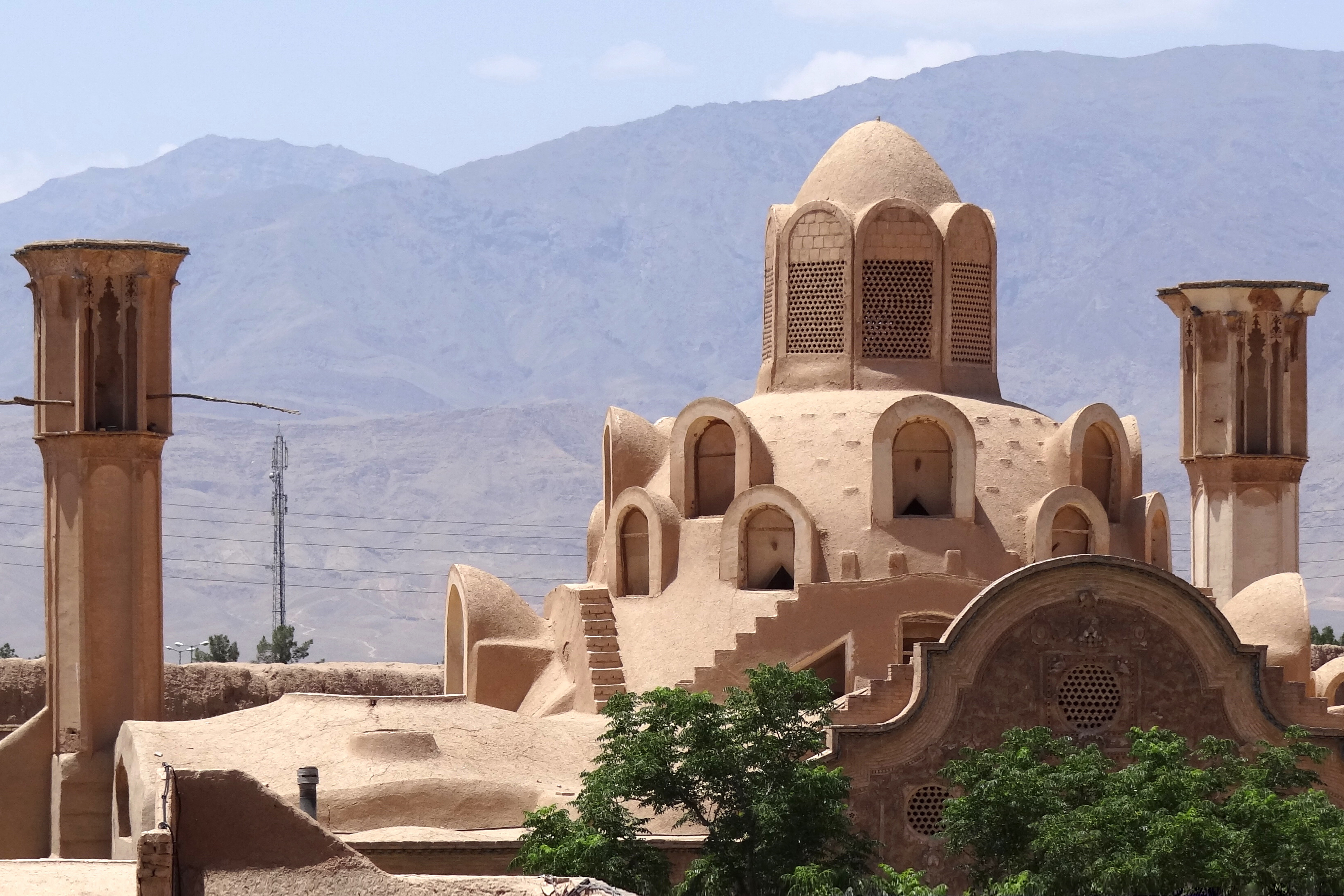
Купол таляраі і два бадгірт
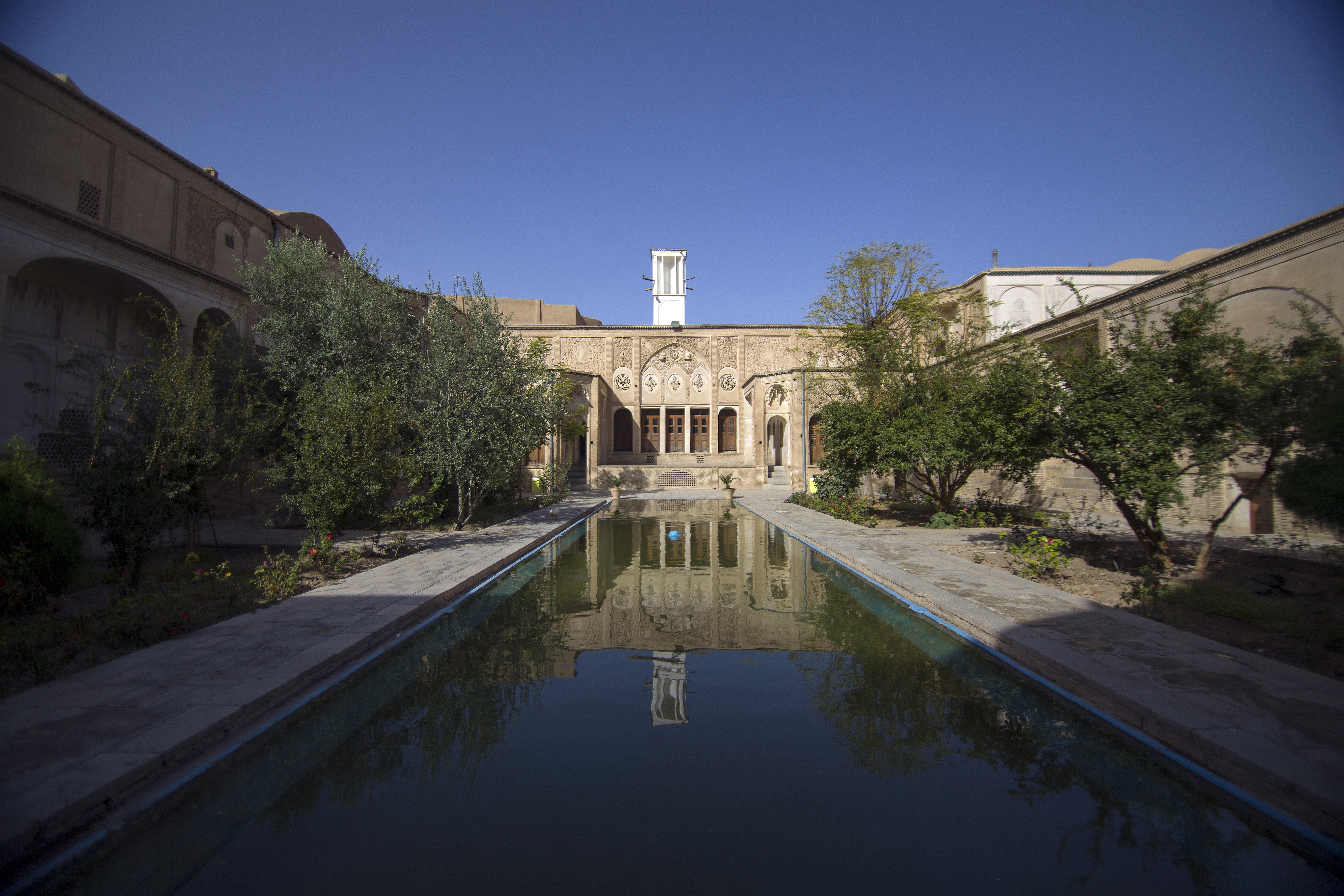
Подвір'я будинку
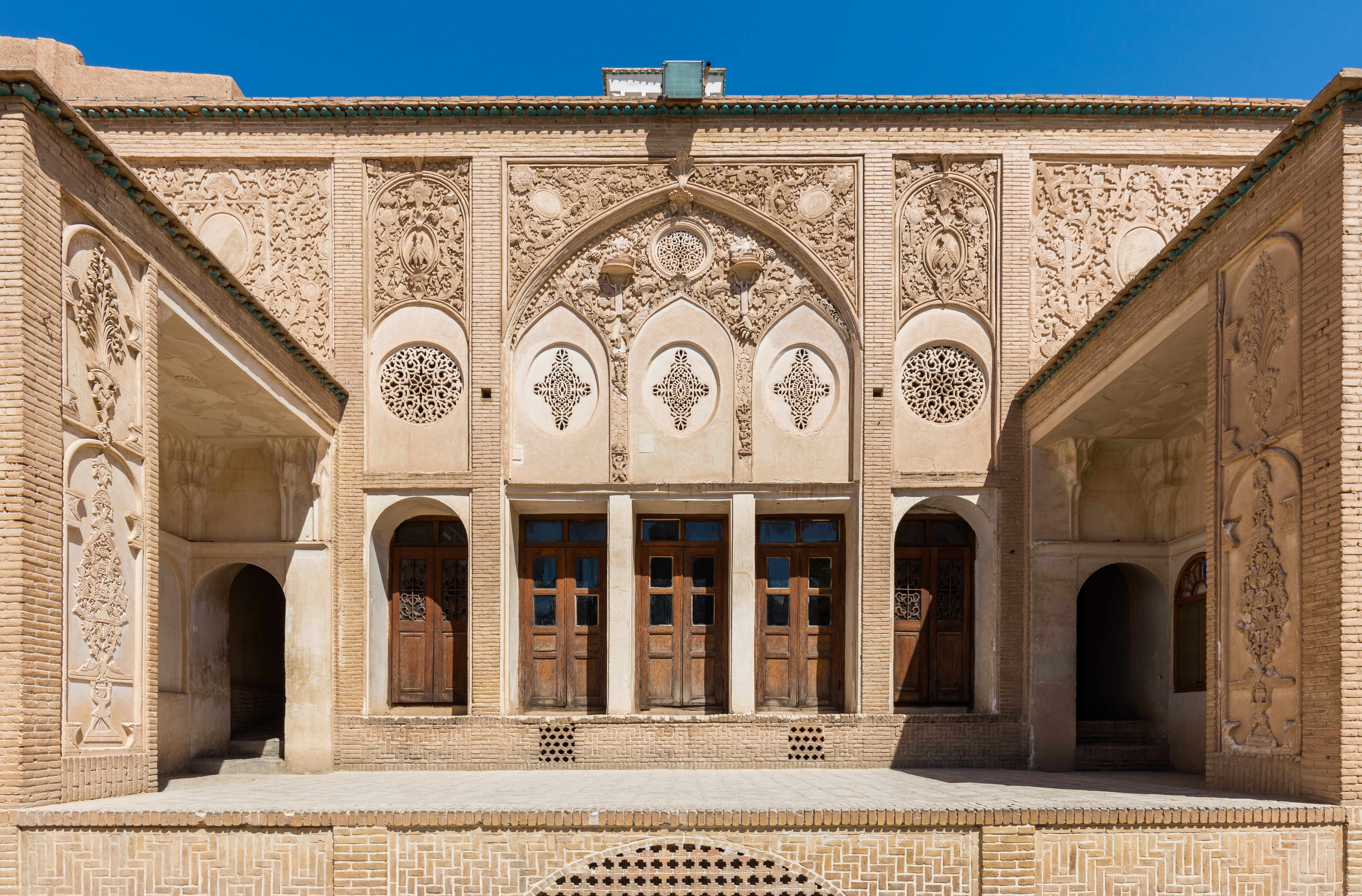
Зовнішній вигляд будинку
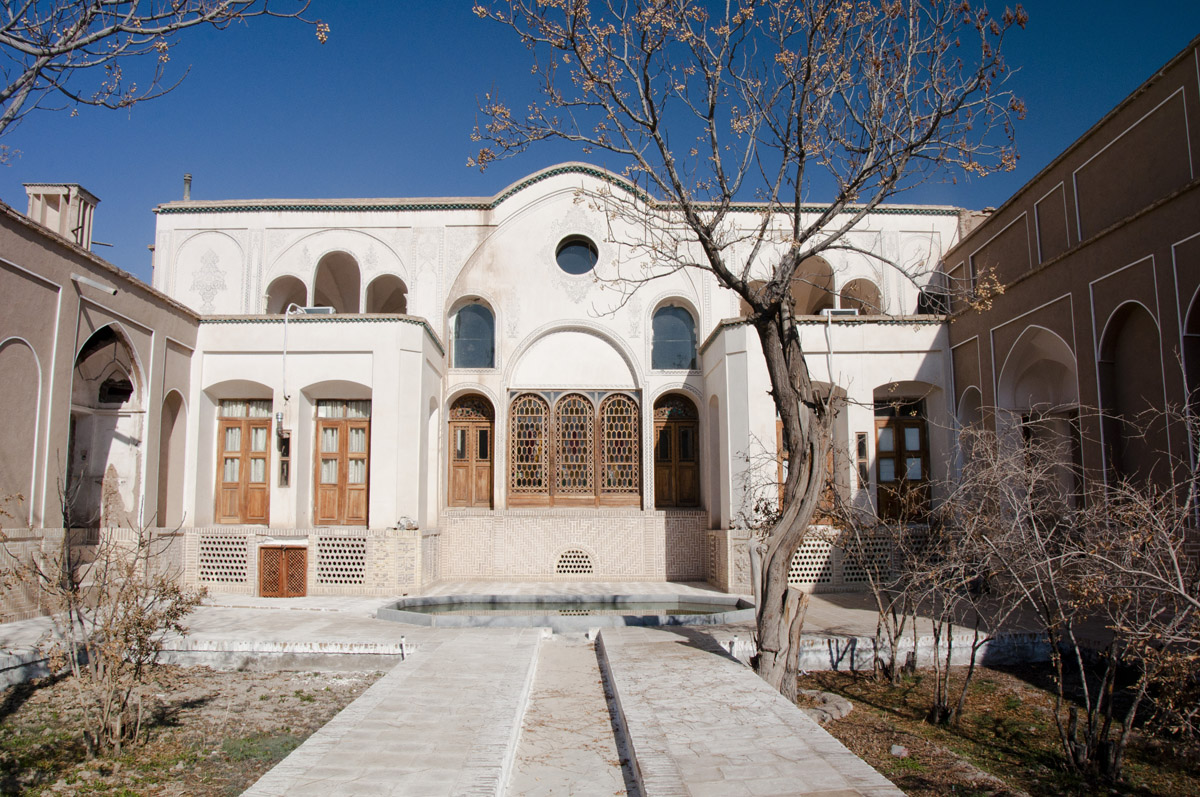
Зовнішній вигляд будинку
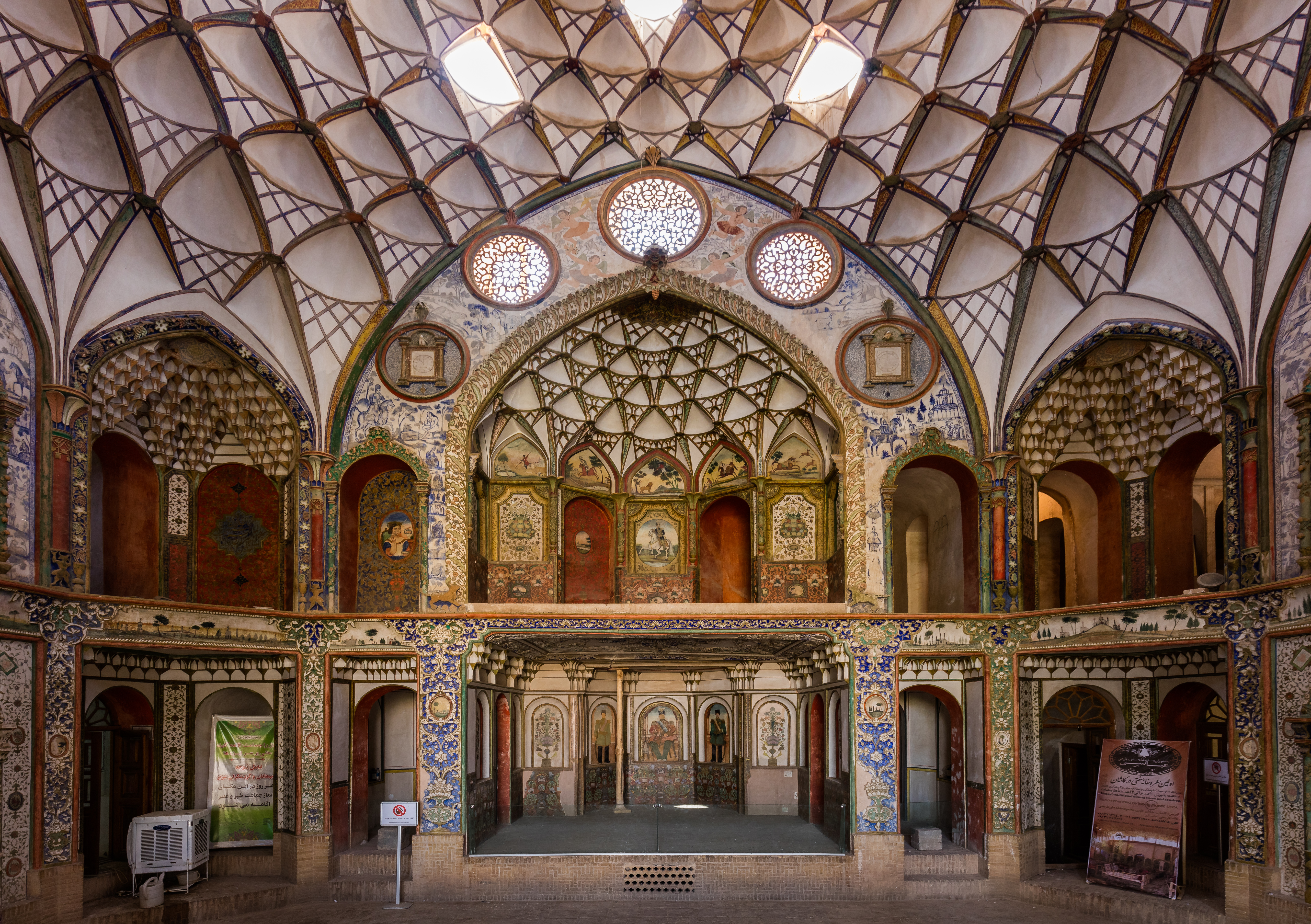
Інтер'єр будинку
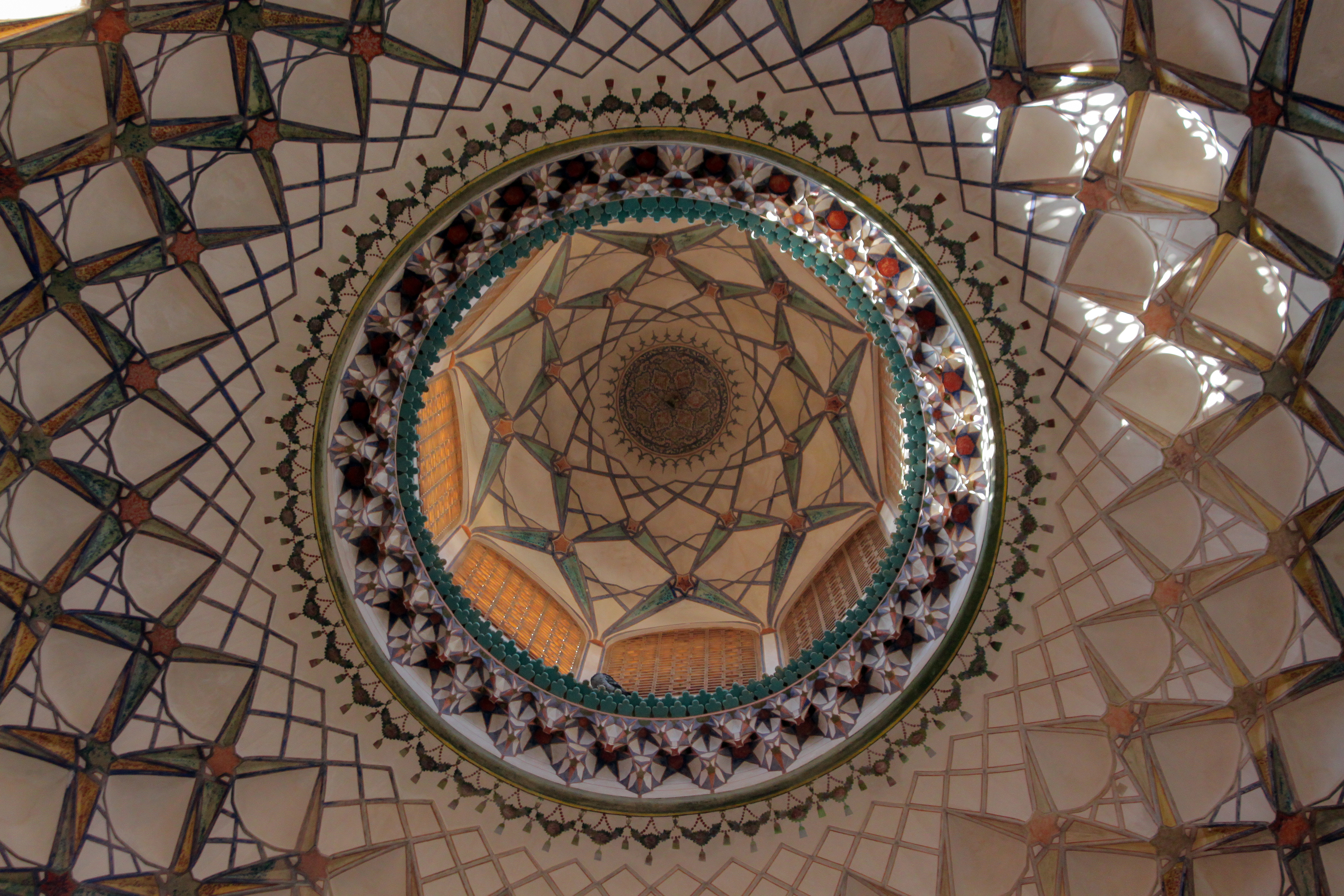
Інтер'єр головного купола будинку
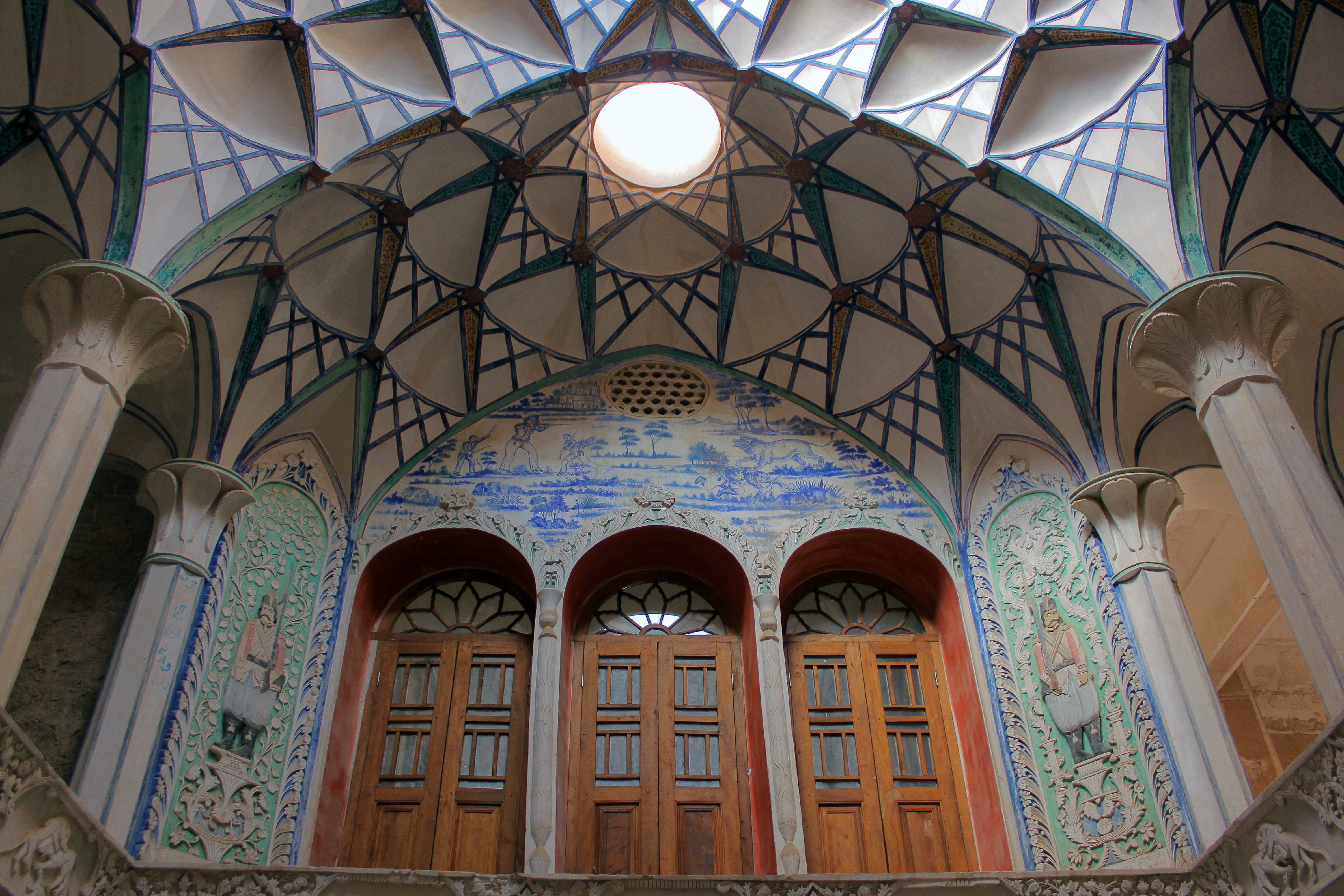
Дерев'яні вікна та різьблення на стінах
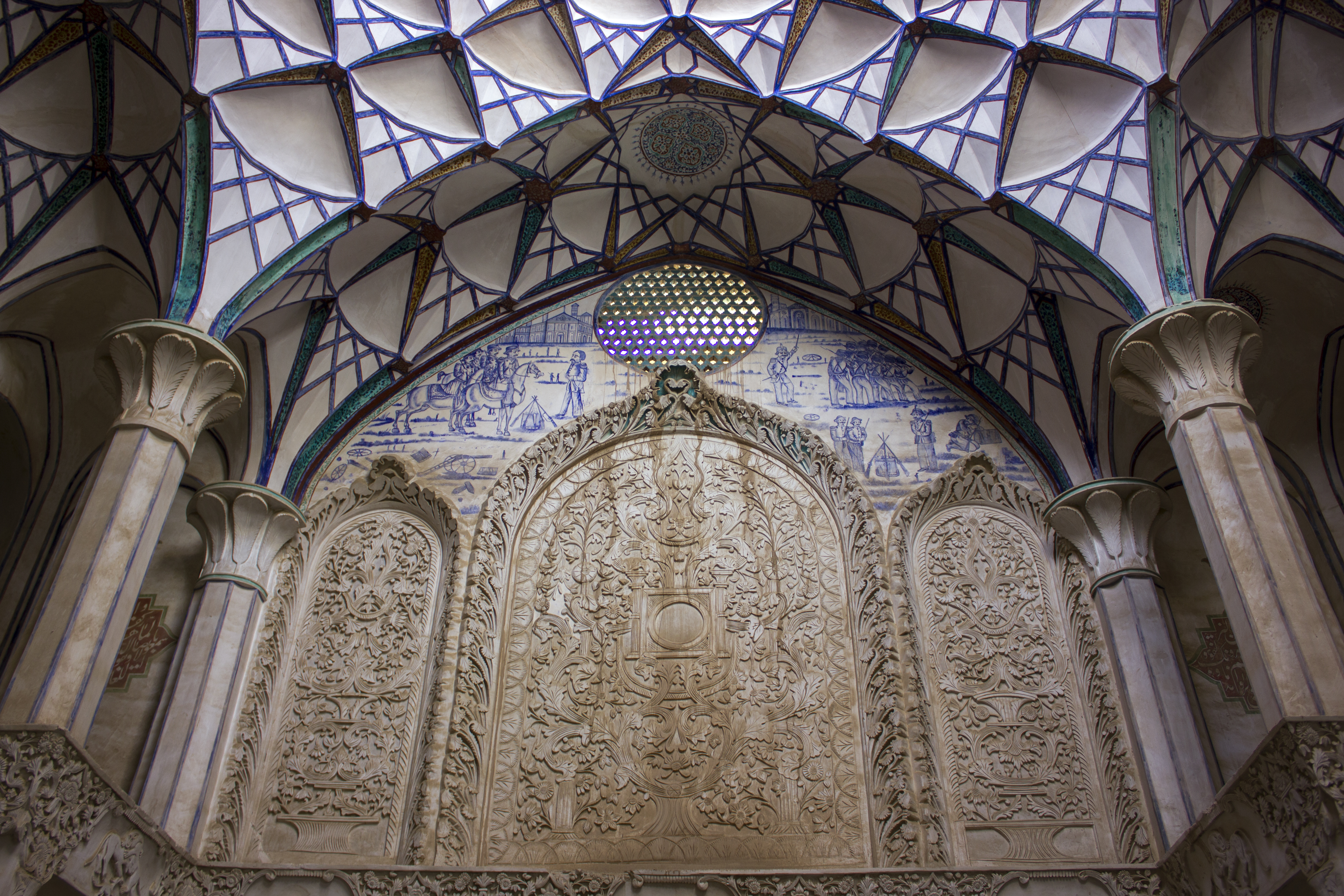
Настінне різьблення в будинку всередині
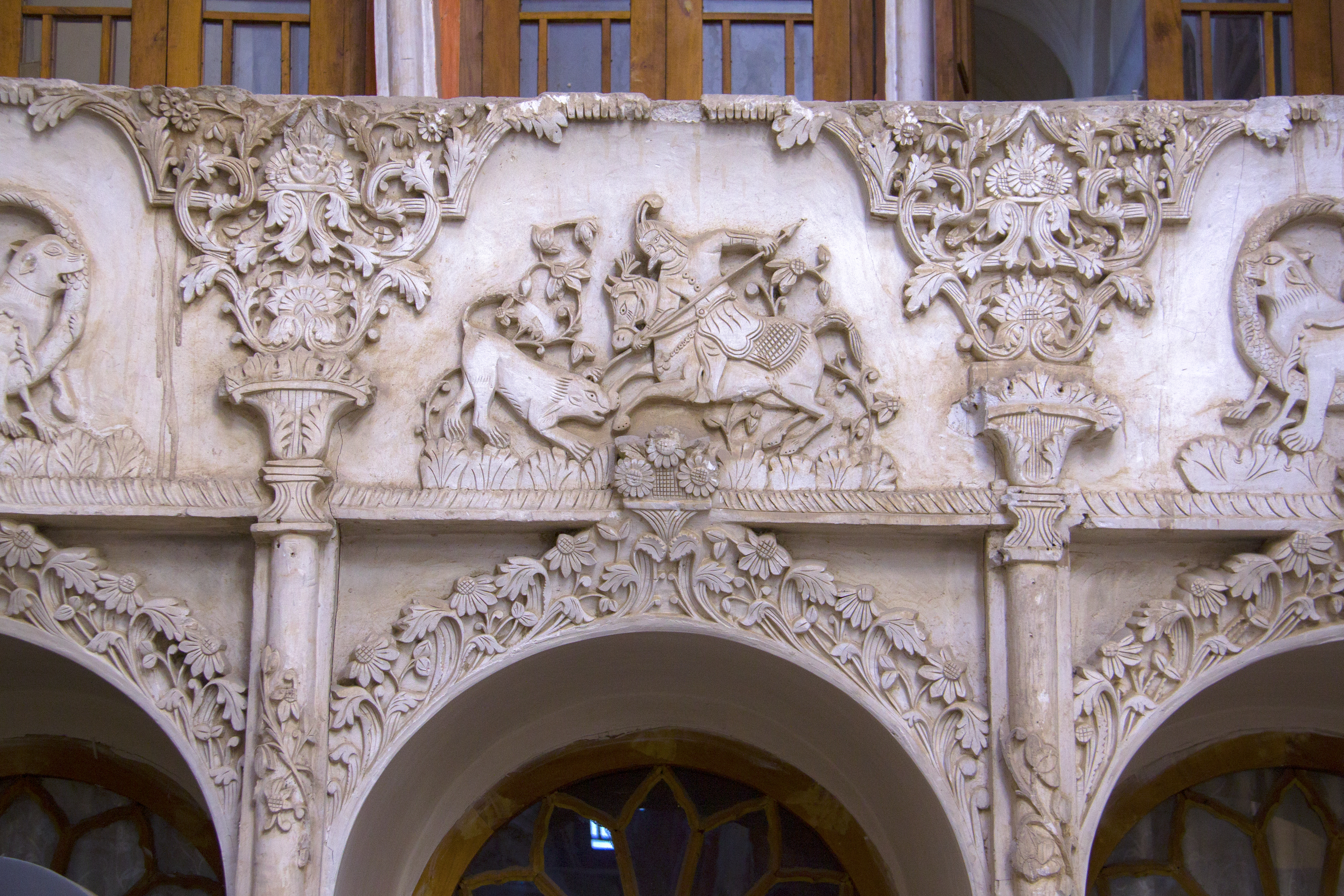
Фрагмент інтер'єрної ліпнини
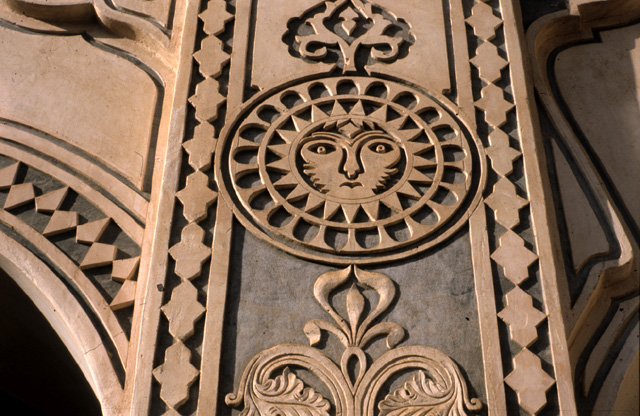
Фрагмент зовнішньої ліпнини
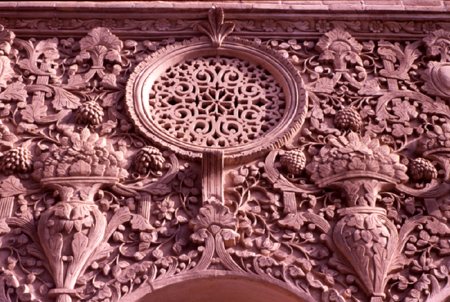
Фрагмент зовнішньої ліпнини
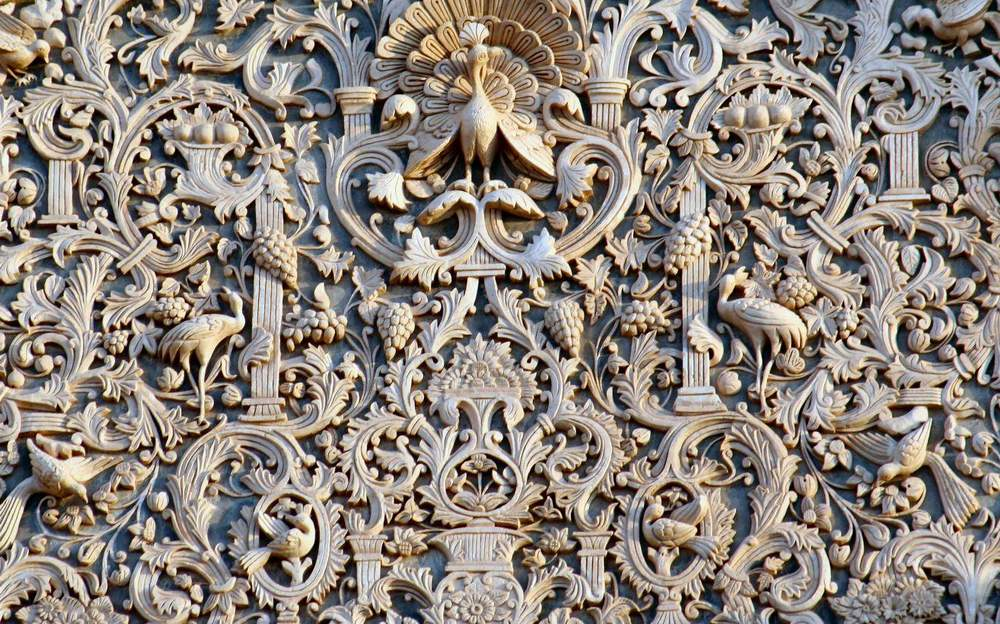
Фрагмент зовнішньої ліпнини